# 120 f.Kr.

## Födda
- Berenike III, regerande drottning av Egypten
- Lucius Cornelius Sisenna, romersk skrivare och politiker
- Verres, korrumperad romersk praetor (född omkring detta år)

## Avlidna
- Hipparchos, grekisk astronom och matematiker (död på Rhodos omkring detta år)
- Polybios, grekisk-romersk militär, historiker och författare